# Johann Georg Reiffenstuel
Johann Georg Reiffenstuel (Kaltenbrunn, Tegernsee, 2 de julho de 1641 - Frisinga, 5 de outubro de 1703), conhecido como Anacleto ou Anacletus, foi um alemão religioso franciscano reformado, teólogo católico, filósofo e canonista.

## Biografia
Ingressou na ordem franciscana na província da Baviera em 3 de novembro de 1658.
Ensinou filosofia em Frisinga (1665), Landshut (1667-1668), e Munique e teologia em Munique de 1671 até 1680, quando se tornou guardião do Convento de Weilheim (1680-1683). Enquanto isso foi escolhido(1677) definidor de sua província. Em 1683 começou a ensinar direito canônico em Frisinga para os membros de sua ordem e os seminaristas de que cidade. Problemas de saúde o obrigaram a interromper este ensino. Em 1692 o Bispo de Frisinga nomeou-o diretor dos estabelecimentos de ensino episcopais da cidade, além do que ocupou cargos na sua ordem.
Dedicou-se à organização e catalogação da biblioteca episcopal e capitular de Frisinga. Seria difícil para louvar o seu aprendizado, a virtude, e a regularidade em sua vida religiosa, gozava da confiança de todos. Publicou o seu "Theologia moralis" (Munique, 1692), que passou por trinta edições, nomeadamente as de seu companheiro religioso Massaeus Kresslinger (Módena, 1740; Munique, 1742), e Dalmácio Kickh (Augsburgo, 1762), que anexou " adições ", e um tratado sobre "Propositiones damnatae um summis pontificibus ". Uma edição de Antuérpia (1743) inclui as adições de Jacques Esteva em o "Touro das Cruzadas".
Na edição de Flaviano Ricci uma Cimbria (Augsburg, 1777) modifica suas doutrinas: ao invés do probabilista que era, se faz um "Probabiliorist", em conformidade com a doutrina oficial de sua ordem. O seu ua "Jus CANONICUM Universum" (Munique, 1700) o coloca em primeiro lugar entre os canonistas, não é igualado por nenhum, e é altamente valorizado, mesmo em tempos modernos. Edições posteriores contêm um "Tractatus de regulis juris", publicado pela primeira vez em Ingolstadt em 1733. As melhores edições são as de Veneza (1730-1735), Roma (1831-1832) e Paris (1864). Os três volumes da "editio compendiaria" foram publicadoa em Paris (1853). Ele também é o autor de "Vita S. Francisci Solani", e uma obra "De caeremoniis et ritibus ecclesiasticis".